# کوزوشیما، توکیو
کوزوشیما، توکیو (به لاتین: Kōzushima, Tokyo) یک منطقهٔ مسکونی در ژاپن است که در Ōshima Subprefecture واقع شده‌است.
 کوزوشیما ۱۸٫۵۸ کیلومتر مربع مساحت و ۱٬۸۵۶ نفر جمعیت دارد.